# スペースクラフト
株式会社スペースクラフト（英: Space Craft Co., Ltd.）は、モデル事務所および同社を中心とした系列の芸能事務所グループ。木下グループの子会社。日本商品化権協会に加盟。

## 概要
モデル部門とジュニア部門（ジュニア部、Jr.コマーシャルタレント部、東京児童劇団）の株式会社スペースクラフト、芸能部門のスペースクラフト・エージェンシー株式会社（旧スペースクラフト・エンタテインメント）、音楽部門の株式会社スペースクラフトプロデュース、スペースクラフト音楽出版株式会社からなる。
芸能部門は、黒谷友香などのタレントが所属する。渡部豪太もかつて所属していた。声優ではかつては平野綾や増田俊樹も所属していたが、相次いで退社したこともあり2018年10月末をもって声優部門のサイトが閉鎖されることとなった。なお、その後も古川慎や上坂すみれ、角元明日香、駒形友梨、三澤紗千香などの退所者が後を絶たない状態が続いた。
ビーイングと親交があり、所属アーティストの音楽プロデュースを同社が担当することが多かった。岩田さゆり、宇浦冴香、Bon-Bon Blancoをビーイングがプロデュースしており、基本的にB'z、大島こうすけ、小澤正澄などの関東を重点に置く作家を起用していた。しかし、岩田やBon-Bon Blancoが音楽活動を中止したこともあって、Kalafinaや栗山千明などSMEJが担当するケースもあったが解散・退社が相次いだ。
2025年4月14日付で創業者の大西一興が代表取締役社長を退任。後任にはスペース・ワンや四谷天窓グループを経て2020年よりスペースクラフト・エージェンシーに復帰し、2023年より執行役員・芸能部本部長を務めていた丹下英樹が就任。同時に経営難により木下グループ傘下となった。

## 事業部
- スペースクラフトグループ 財務経理部
- スペースクラフト モデル事業部
- スペースクラフト ジュニア事業本部
- スペースクラフト・エージェンシー  芸能事業本部
- スペースクラフト・プロデュース 音楽事業本部
- スペースクラフト音楽出版

## 主な所属者
所属タレントの並びは公式サイトに準ずる（一部、所属者が重複する）。

### モデル
2025年6月25日時点の公式サイト情報による。
- HARUKO
- 前田ゆか
- 樋場早紀
- 鈴木友菜
- 紺野彩夏
- 武藤京子
- 田村るいこ
- 石川理咲子
- 広瀬未花
- 南里美希
- REIKA
- 横川莉那
- 大西百合子
- 澤田泉美
- 殿柿佳奈
- SOGYON
- 大浦育子
- 折目真衣
- 三戸セリカ
- 谷内咲季
- 柊有紗
- 岩間恵
- メイ・パクディ
- 木村きみ子
- 葉月祥子
- KAREN
- 鶴岡ひなた
- 山本らん
- 赤坂由梨
- 明星あゆみ
- 中野優香
- 平塚麗奈
- 東城茉里
- 竹内ももか
- 新関碧
- SUMI
- 馬場せせら
- 栗田心愛
- 百瀬夢奏
- 中世古麻衣
- MARIE
- 倉本えみ
- 西秋愛菜
- 雨宮亜衣
- 佐藤愛子
- 斉藤翠
- 松嶋恵里
- 西脇梨紗
- 川嶋典子
- 押田恵
- 渡辺めぐみ
- 橋本弘子
- 田村桂子
- 梅原梨央
- 加藤秀子
- 小林千鶴
- 大塚まゆり
- 菊池華代
- 渡辺枝里子
- 角田ともみ
- 森崎亜矢
- MOTOKO
- 三谷真結
- 花原緑
- 大橋規子
- 大島久美子
- 平川由梨
- 木口美和子
- 入倉ちほみ
- 下条美智
- 本田さつき
- マリナ
- 藤崎あや
- 高世愛桂美
- カリン・チュ
- リジア
- ヒロコ・グレース

### 俳優・タレント
2024年7月7日時点の公式サイト情報による。
- 黒谷友香
- 紺野彩夏
- 其原有沙
- 白河れい
- 桜井凜
- 新関碧
- 浅田芭路
- 永尾柚乃
- 篠原かをり
- セイショーコ
- 伊藤愛真

### ジュニア
2025年7月1日時点の公式サイト情報による。
- 永谷咲笑
- 秋山加奈
- 有田麗未
- 永尾柚乃
- 佐藤大空
- 石塚錬
- 佐藤遙灯
- 岩川晴
- 倉島愛心莉
- ポン璃菜アメリー
- 湯本柚子
- 高木波瑠
- ポピエル マレック 健太朗
- 大平洋介
- 中村蒔伝
- 川田秋妃
- 板垣樹
- 三浦あかり
- 堀口壱吹
- 西山蓮都
- 溝口元太
- 羽鳥心彩
- 垂水文音
- 松澤可苑
- 野口紫穂
- 平山正剛

### スペースクラフトエージェンシー 芸能事業本部

#### 第1営業部 俳優・タレント課
女性
- 黒谷友香
- 其原有沙
- 篠原かをり
- にわみきほ
- 西田麻衣
- 栗山絵美
- 松井りな
- 宮瀬彩加
- 山下由奈
- 小太刀瑞姫
- 高橋洋子

#### 第1営業部 メンズトラントセクション
- 篠山輝信
- 久下恭平
- 山口賢人
- 谷口寛
- 坂垣怜次
- 堀田怜央
- 松井翔司
- 上山航平
- 野島大貴
- 乃上貴翔
- 拓郎
- 金井駿治
- 松永健太郎
- 津島慈仁
- 山根亮

#### 第2営業部 声優課
- 川上千尋
- 小林晃子
- 桜田佳歩
- 南里侑香
- 黒田ゆうか
- 五十嵐巧巳
- 野口詩央
- 日南くれあ
- 有谷颯希
- 小崎遥香
- 佐野日向

#### 第3営業部 キャンパスクィーン課
- キャンパスクイーンを参照。
- Merci Merci - キャンパスクイーン選抜アイドルグループ

#### 第3営業部 トラント課
- 谷あさこ
- 樋渡結依 - 元AKB48
- 伊藤桃
- 橘みづほ
- 相沢直美
- 海下真夕
- 秋吉織栄
- 齋藤はるか
- 齋藤千尋
- 斉藤瑞季
- 佐野瑞稀
- 中川真桜
- 杉本美友
- 猪瀬百合
- 粕谷亜理紗
- 白井琴望 - 元SKE48
- 荒井葉月
- 有本鈴
- あるま
- 石川凜果
- 石津貴代
- 一宮こと乃
- 一宮さと花
- 伊藤舞
- 岩本愛未
- 上村南美
- 笑和ももな
- 尾澤るな
- 大谷葉月
- 楓菜々
- 歌倉千登星
- 梶愛海
- 工藤成珠
- 佐藤愛美
- 塩﨑あいり
- 柊花
- 菅真鈴
- 鈴木りお
- 髙村梨々花
- 野崎紗矢
- 花崎暖
- 花辻真季
- 羽仁みゆ
- ひるた夕華
- 藤田更紗
- 松田恵利華
- 三上珠英瑠
- 萌亜
- 山口夏弥
- 優里菜
- 吉岡優希
- 吉冨さくら
- 若菜葵
- 渡辺なつは
- 濵咲友菜 - 元AKB48 Team 8（滋賀県代表）

### スペースクラフトエージェンシー 音楽事業本部
- Wakana
- 小川真奈

### 東京児童劇団
- 内田りりこ
- 海宝あかね
- 粕谷さくら
- 永栄玲那
- 奈良和憲
- 日吉孝明
- 松崎駿司
- 山岸里紗
- 山田由梨
- 米谷真一
- 類家大地
- 類家拓也

### スペースクラフトジュニア・東京児童劇団出身のタレント
- 安達祐実
- 石丸奈菜美
- 内山信二
- 岡本綾
- 門倉早彩
- 河野由佳
- 黒沢ともよ
- 清水芽衣
- 志村比芽子
- 高畑翼
- 髙畑岬
- 永井杏
- 野村佑香
- 波多野桃子
- 福田麻由子
- 柳英里紗
- 浅田芭路

### かつて所属していた俳優・女優など
- 青木裕子
- 蒼木るい
- 青山倫子（現所属：ブルーベアハウス）
- 赤澤遼太郎（2020年8月31日 退社）
- 赤塚篤紀
- 朱音
- 明坂聡美（現所属：アミュレート）
- 阿久津ゆりえ
- アグネス・ラム（1975年 - 1976年、後に渡辺プロダクション）
- 朝生しおり（Fullfull Pocket）
- 天野心愛（現所属：トイズファクトリー）
- 有森也実
- 安西慎太郎
- 石井マーク（フリー）
- 石井祐輝（現所属:『PRODUCE 101 JAPAN』 練習生）
- 石丸千賀（現所属：オブジェクト／前所属：エイベックス・マネジメント、SUPER☆GiRLSの元メンバー）
- 泉貴美[7]（現氏名：井上貴美／現所属：オスカープロモーション）
- 板井麻衣子
- 市川円香
- 一木美里
- 市場紗蓮（フリー）[注釈 1]
- 一色絢巳
- 井出卓也（フリー）
- 茨木菜緒
- 猪瀬百合（フリー）
- 今宿麻美
- 岩田さゆり（歌手活動はGIZA studioと提携していた）
- 宇浦冴香
- 上坂すみれ（現所属：ボイスキット）[8]
- うえむらちか（フリー）
- 内海大輔
- 大島崚（フリー）
- 大浦育子
- 大谷凜香
- 大伴理奈
- 大山真志
- 岡明子[9]（現所属：プレステージ／前所属：ジャパン・ミュージックエンターテインメント）
- 岡崎愛
- 緒方恵美（現所属：Breathe Arts）
- 荻野恵理
- 小口桃禾（現所属：B-Tokyo）
- 奥村秀人
- 尾澤拓実
- 織田かおり (フリー)
- 尾上綾華
- 角元明日香（現所属：Apollo Bay）
- 笠井海夏子
- 加治屋百合子
- 片岡沙耶（現所属：芸映）
- 梶浦由記（フリー）
- 金井駿治
- 華山梨彩（現所属：Rush Style）
- Kalafina（2018年4月1日に事実上の活動休止の末、2019年3月13日に解散、2025年1月15日に限定的に復活）
  - 窪田啓子（FictionJunction Keiko 現所属：トライストーン・エンタテイメント）
  - Hikaru（フリー）
- カレッジ・コスモス（キャンパスクイーン選抜アイドルグループ。2020年5月31日に全員卒業・活動休止）
- 河中あい
- 神田うの
- 神田利則
- 北村まりこ
- キャナァーリ倶楽部
- 栗山千明
- 健人
- 小日向しえ
- 駒形友梨（現所属： Apollo Bay）
- 小嶺麗奈
- 小森裕佳[注釈 2]
- 近藤好美
- 斉藤恒芳
- 崎山つばさ
- 桜井しおり（フリー）
- 桜井美紀
- 桜庭大翔
- 佐々木もよこ
- 佐藤エリ
- 佐藤頼子
- サントス・アンナ
- 白河理子（タレント・作家）
- 関綾乃（現所属：DIVINE）
- 相馬眞太
- 成河
- 高田あゆみ
- 田附未衣愛
- 田中奏生（現所属：研音）
- 田中進太郎（現所属：東京俳優生活協同組合）
- 谷本安衣
- 千葉紗子
- 土屋久美子
- TFG
- 輝馬
- NICE GIRL μ
- 中林美和
- 野村香菜子（現所属：Rush Style）
- 長谷川静香（引退）
- 葉月みなみ[10]現所属：ワンエイトプロモーション）
- 花谷麻妃
- 林鼓子[注釈 3]（フリー）
- 林田航平
- 早瀬かな（引退）
- 原涼子（フリー）
- 春奈るな（フリー）
- 日笠麗奈（フリー）
- 陽月華
- 平野綾（フリー）
- FictionJunction（梶浦由記）
- FictionJunction YUUKA（南里侑香）
- 福留光帆 - 元AKB48（現所属: プライム）
- 藤井沙央理
- 藤原薫
- 古川慎（現所属: トイズファクトリー）
- 本多麻衣
- 前川優希
- MAKO（現所属：アイムエンタープライズ）
- 増田俊樹（現所属: トイズファクトリー）
- 三上丈（現所属：Apollo Bay）
- 未來貴子
- 三澤紗千香（フリー）
- 水谷妃里
- 宮川若菜（現所属：C2プレパラート）
- 村田ちひろ
- 室元気（現所属：リマックス）
- 森ほさち（2015年3月31日付で退社[12]）
- 森山沙月
- 八塩圭子
- 矢田悠祐
- ヤハラリカ
- 山口美沙
- 山谷祥生（フリー）
- 結城アイラ（現所属：アップドリーム）
- 結城モエ（現所属：ケイダッシュ[13]）
- 吉田有希
- 龍真咲
- 渡辺友裕
- 渡部豪太
- 蒼乃菜月
- 天野真彩
- 彩未
- 有本鈴
- 石津貴代
- 稲田ひかる
- 岡本真由子
- 河北栞歩
- 北原侑奈
- 佐々木優莉
- 関こころ
- 田中麻鈴
- 時田笑里
- 鳥井きらら
- 新家利奈
- 藤掛愛加
- 和座彩
- 稲田宏希
- 三浦由衣
- 木下智恵
- 松井まり
- 永松文太
- 佐藤信長
- 藤沢響己
- 早瀬憩（現所属：レプロエンタテインメント）

## スペースクラフトから独立した芸能事務所
- ホーリーピーク（2002年）
- FictionJunction Music（2018年）